# روزاريو هاريوت
روزاريو هاريوت (بالإنجليزية: Rosario Harriott)‏ (26 سبتمبر 1989 بجامايكا - ) هو لاعب كرة قدم جامايكي في مركز الدفاع. شارك مع منتخب جامايكا لكرة القدم. أما مع النوادي، فقد لعب مع نادي بورتمور يونايتد ونادي هاربور فيو.

## روابط خارجية
- روزاريو هاريوت على موقع قاعدة بيانات كرة القدم.إي يو (الإنجليزية)
- روزاريو هاريوت على موقع ناشيونال فوتبول تيمز (الإنجليزية)
- روزاريو هاريوت على موقع Soccerway.com (الإنجليزية)
- روزاريو هاريوت على موقع AS.com (الإسبانية)